# Lineus truncatus
Lineus truncatus är en djurart som tillhör fylumet slemmaskar, och som först beskrevs av Ambrosius Arnold Willem Hubrecht 1887.  Lineus truncatus ingår i släktet Lineus och familjen Lineidae. Inga underarter finns listade i Catalogue of Life.